# Dhi As Sufal (huyện)
Huyện Dhi As Sufal là một huyện thuộc tỉnh Ibb, Yemen. Đến thời điểm năm 2003, huyện này có dân số 163019 người